# Dragoslav Šekularac
Dragoslav Šekularac (szerb cirill betűkkel Драгослав Шекуларац; Stip, 1937. november 30. – Belgrád, 2019. január 5.) olimpiai és Európa-bajnoki ezüstérmes szerb edző, korábbi labdarúgó.
A jugoszláv válogatott tagjaként részt vett az 1956. évi nyári olimpiai játékokon, illetve az 1958-as és az 1962-es világbajnokságon.

## Sikerei, díjai

### Játékosként
Crvena zvezda
- Jugoszláv bajnok (5): 1955–56, 1956–57, 1958–59, 1959–60, 1963–64
- Jugoszláv kupa (3): 1957–58, 1958–59, 1963–64
- Közép-európai kupa (1): 1958

Millonarios
- Kolumbiai bajnok (1): 1972

Jugoszlávia
- Olimpiai ezüstérmes (1): 1956
- Európa-bajnoki ezüstérmes (1): 1960

### Edzőként
Crvena zvezda
- Jugoszláv bajnok (1): 1989–90
- Jugoszláv kupa (1): 1989–90